# Patania palliventralis
Patania palliventralis is een vlinder uit de familie van de grasmotten (Crambidae). De wetenschappelijke naam van de soort is voor het eerst gepubliceerd in 1890 door Pieter Snellen.
De soort komt voor in India (Sikkim).